# Нејтан Лејн
Џозеф „Нејтан” Лејн (енгл. Joseph "Nathan" Lane; Џерзи Сити, Њу Џерзи, 3. фебруар 1956) амерички је позоришни, филмски и ТВ глумац, комичар, продуцент и сценариста.
Познате улоге које је остварио су му улога Алберта у филму Кавез за птице и Ерни Смунц у Лов на миша. Он је глас Тимона у Краљ лавова и мачка Сноубела у Стјуарт Литл.